# Schumnoje (Kaliningrad)
Schumnoje (russisch Шумное, deutsch Schupöhnen) ist ein Ort in der russischen Oblast Kaliningrad. Er gehört zur kommunalen Selbstverwaltungseinheit Stadtkreis Selenogradsk im Rajon Selenogradsk.

## Geographische Lage
Schumnoje liegt 23 Kilometer nordwestlich der Stadt Kaliningrad (Königsberg) und zehn Kilometer südwestlich von Selenogradsk (Cranz) an der Regionalstraße 27A-013 (ex A192). Eine Bahnanbindung besteht nicht.

## Geschichte
Das bis 1945 Schupöhnen genannte Dorf wurde 1405 gegründet und bestand vor 1945 lediglich aus ein paar großen Höfen. Im Jahre 1874 wurde Schupöhnen in den neu errichteten Amtsbezirk Woytnicken eingegliedert, der bis 1939 zum Landkreis Fischhausen, 1939 bis 1945 zum Landkreis Samland im Regierungsbezirk Königsberg der preußischen Provinz Ostpreußen gehörte. Im Jahre 1910 waren in Schupöhnen 88 Einwohner registriert.
Als sich am 30. September 1928 die Landgemeinde Schupöhnen mit der Landgemeinde Pokirren (nicht mehr existent) und dem Gutsbezirk Grünhoff (heute russisch: Roschtschino) zur neuen Landgemeinde Grünhoff zusammenschloss, wechselte es auch in den Amtsbezirk Grünhoff.
Im Jahr 1945 kam Schupöhnen in Kriegsfolge mit dem nördlichen Ostpreußen zur Sowjetunion. Der Ort erhielt im Jahr 1947 die russische Bezeichnung Schumnoje und wurde gleichzeitig dem Dorfsowjet Romanowski selski Sowet im Rajon Primorsk zugeordnet. Später gelangte der Ort in den Wischnjowski selski Sowet. Von 2005 bis 2015 gehörte Roschtschino zur Landgemeinde Kowrowskoje selskoje posselenije und seither zum Stadtkreis Selenogradsk.

## Kirche
Mit seiner überwiegend evangelischen Bevölkerung war Schupöhnen vor 1945 in das Kirchspiel der Dorfkirche Pobethen (heute russisch: Romanowo) eingepfarrt. Es gehörte zum Kirchenkreis Fischhausen (Primorsk) innerhalb der Kirchenprovinz Ostpreußen der Kirche der Altpreußischen Union. Heute liegt Schumnoje im Einzugsbereich der in den 1990er Jahren neu entstandenen evangelisch-lutherischen Gemeinde in Selenogradsk (Cranz), einer Filialgemeinde der Auferstehungskirche in Kaliningrad (Königsberg) in der Propstei Kaliningrad der Evangelisch-lutherischen Kirche Europäisches Russland (ELKER).